# Adrie Zwartepoorte
Adriaan „Adrie“ Zwartepoorte (* 18. Februar 1917 in Den Helder oder Amsterdam; † 24. März 1991 in Amstelveen oder Amsterdam) war ein niederländischer Radrennfahrer und nationaler Meister im Radsport.

## Sportliche Laufbahn
Zwartepoorte war im Straßenradsport und im Bahnradsport aktiv. Er war Teilnehmer der Olympischen Sommerspiele 1936 in Berlin. In der Mannschaftsverfolgung schied das Team mit Chris Kropman, Adrie Zwartepoorte, Ben van der Voort und Gerrit van Wees aus. Der niederländische Vierer beendete seinen Vorlauf nicht.
Er startete für den Verein ASC Olympia Amsterdam. 1940 wurde er Berufsfahrer und siegte in der nationalen Meisterschaft im Steherrennen.